# Antonio Cassitta
Antonio Cassitta (Calangianus, 5 gennaio 1898 – Calangianus, 1º aprile 1971) è stato un politico italiano.

## Biografia
Nato a Calangianus da una famiglia di piccoli proprietari agricoli, rimase orfano di padre a soli otto mesi. Fu a Calangianus che conobbe da ragazzo l'idea socialista, influenzato particolarmente da sue conoscenze strette. Nel 1912 si trasferì a Sassari per frequentare il ginnasio, entrando in contatto con l'ambiente socialista sardo. Nel 1914 aderì alla sezione giovanile del Partito socialista italiano, nella quale dai primi dell'anno militava anche Luigi Polano, con cui legò un particolare rapporto: insieme organizzarono nel 1916 il locale circolo giovanile socialista che tenne il 5 marzo 1916 a Sassari il suo congresso di costruzione. Antonio Cassitta ne divenne dirigente.
Iscrittosi alla facoltà di medicina dell'università di Sassari, nel 1916 fu chiamato al fronte e inviato al corso per allievi ufficiali di fanteria a Modena. Nel 1917, col grado di sottotenente, partì verso il fronte. Qui venne condannato a 10 anni di reclusione dopo il ritrovamento nel suo zaino di diversi volantini contro la guerra.
Rientrato in Sardegna riprese l'attività politica nella gioventù socialista, contribuendo alla creazione della federazione giovanile socialista in Gallura. Durante il dibattito che precedette la scissione di Livorno si schierò apertamente per la parte comunista, aderendo al PCd'I.
Nel marzo 1921, trasferitosi a Roma, fu eletto segretario dell'Unione della gioventù comunista romana e gli fu affidata la direzione dei foglio dei giovani comunisti L'Avanguardia. Nel giugno di quell'anno fu inviato dal partito al III congresso dell'Internazionale comunista, garantendo al Cassitta un primo contatto diretto con la realtà della rivoluzione sovietica. Nel marzo del 1922 fu eletto nel comitato centrale della federazione giovanile comunista, in rappresentanza della Sardegna. Quell'anno partecipò a Dússeldorf ad un congresso internazionale contro la guerra. 
Nel maggio 1923, vivendo a Milano sotto il falso nome di Giuseppe Castelli, era membro del comitato esecutivo nazionale della FGCd'I, anch'egli vittima dell'imponente "battuta anticomunista" del governo fascista. Fu arrestato nella sede clandestina dell'organizzazione e detenuto per nove mesi nel carcere di San Vittore. Venne quindi liberato senza processo ed obbligato al domicilio a Calangianus. Nel 1924 fu incluso nella lista che il PCd'I tentò di presentare in Sardegna per le elezioni politiche.
Nel luglio 1924 ritornò a Milano. Alla fine dell'anno si trasferì a Roma, iscrivendosi al secondo anno del corso di laurea in giurisprudenza. Nell'aprile 1927 subì una diffida da parte della Commissione provinciale, a causa del suo precedente in carcere. Dovette così trasferirsi a Sassari, dove si laureò in giurisprudenza. Tornerà definitivamente a Calangianus per trascorrervi gli anni del fascismo, sorvegliato ovunque e impedito ad esercitare la professione di avvocato. Nel 1930 si sposò.
Tornò alla politica in seguito alla caduta del governo Mussolini. Nei primi mesi del 1944 fu tra i fondatori del Partito comunista di Sardegna.
Nel marzo 1944 il I congresso regionale del PCI, riunito ad Iglesias, classificò come anti-unitarie le posizioni dei membri del Partito comunista di Sardegna. Nel maggio Antonio Cassitta rientrava nel partito, in seguito alla dissoluzione del PCS. Il 18 aprile 1948 il PCI lo candidò per il Senato e il 1º luglio 1952 succedette nel seggio a Giuseppe Cavallera. Morì a Calangianus, sua cittadina natale, il 1º aprile 1971.

## Onorificenze
- A Calangianus una piazza è stata intitolata ad Antonio Cassitta.[2]